# Спортивная журналистика
Спорти́вная журнали́стика (англ. sports journalism) — одна из форм (типов) журналистики в рамках которой происходит сбор, обработка, хранение и передача информации о спортивных темах и событиях в средствах массовой информации.

## История
В спортивной журналистике применяются большинство жанров журналистики, но преимущественно используется информационный жанр, в котором ценится оперативность и точность. Преобладают заметки, интервью, репортажи, так как спортивная журналистика ориентирована на события. Также используются аналитический, художественно-публицистический и развлекательный жанры.
Б. Розенталь[кто?] выделяет в западной спортивной журналистике три типа материалов, которые посвящены спортивным событиям:
- предварительные материалы в которых анализируются шансы соперников на победу, сравнивается статистика их предыдущих соревнований, делаются прогнозы и подаются интересные факты предстоящего соревнования;
- резюме спортивного события, в котором журналист делится ходом спортивного соревнования и эмоциями, сопровождающими его
- пост-анализ, в котором журналист разбирает технику и тактику, применяемые спортсменами на соревновании и ошибки, которые допустили спортсмены.

Можно выделить четыре группы субъектов, которые составляют систему спортивной журналистики:
1. те, кто создает информационный повод: спортивные организации, а также участники спортивного движения (спортсмены, тренеры, судьи и т. д.);
2. организации и индивиды, занимающиеся производством спортивной информации: редакции, журналисты, руководители;
3. получатели спортивной информации: все, кто интересуется спортом, как организованные коллективы (спортивные клубы, фанатские объединения и т. п.), так и отдельные люди;
4. те, кто не связан напрямую со спортом, но влияет на его развитие: политики, бизнесмены, спонсоры и проч.

Несмотря на «несерьёзное» отношение к спортивным отделам в некоторых СМИ, в которых отдел спорта шутливо числят по «департаменту» «развлечениям и игрушкам», по своему вкладу на экономику СМИ, влияние спортивных рубрик и полос в современных СМИ постоянно растёт. Этому способствует профессионализация спорта и экспансии «инфотейнмента» — смеси информации и развлечений как важнейшего тренда развития современных СМИ.
Развитие олимпийского движения и спортивного движения в мире, интерес людей к здоровому образу жизни, общенациональные программы, нацеленные на пропаганду физкультуры и спорта, делают спортивную журналистику одним из перспективных направлений СМИ.

## Подготовка спортивных журналистов
Бакалаврские и магистерские программы по спортивной журналистике существуют на многих факультетах журналистики. Программа обучения предусматривает изучение базовых журналистских дисциплин, а также дисциплин, связанных с историей развития спорта, знанием основных правил проведения соревнований по видам спорта, технологиями современных жанров спортивной журналистики и другое. Обычно значительное место в программе обучения занимают дисциплины: история отечественной и зарубежной спортивной журналистики, язык и стиль спортивной журналистики, жанры и методы спортивной журналистики (газета, радио, телевидение, Интернет, фото), а также специальные дисциплины, связанные с историей развития спорта, знанием основных правил проведения соревнований по видам спорта. Значительную часть учебного времени составляют специальные дисциплины, связанные с историей развития спорта, знанием основных правил проведения соревнований по видам спорта, технологии спортивного репортажа и интервью и другие.. Подготовка журналиста должна осуществляться исходя из основной цели спортивного журналиста — «информировать публику и представлять ей как можно больше интересных деталей из мира физической культуры и спорта. Однако любой спортивный контент не должен быть просто развлекательным, беззаботно выполняющим сугубо конфронтационную или журналистско-расследовательскую функцию». Существует огромное количество организаций и профессиональных институтов, осуществляющих теоретическую и практическую подготовку в области журналистики. В Великобритании и США имеются широкие возможности для обучения тех, кто хочет присоединиться к профессии журналиста. Подготовка журналистов в Великобритании осуществляется под эгидой Национального совета по подготовке журналистов, созданного в 1952 году. Цели и задачи Совета включают установление стандартов и квалификаций для вступления в журналистику, а также формирование администрирование схем подготовки и обучения журналистов, включая фотографов для прессы". На факультете журналистики ИГСУ РАНХиГС ведется подготовка по программе бакалавриата «Журналистика — спортивная журналистика (с углубленным изучением английского языка)».

## Спортивные инсайды
В 2010-х годах в спортивной прессе США и Европы стал популярен инсайдерский контент — это неподтверждённая официально информация, полученная журналистом неофициально из надежного источника. Как правило инсайд это информация о трансфере, сделке, или каком-то организационном решении. В России жанр инсайдерской спортивной журналистики начался с социальных сетей и мессенджеров. В частности популярными инструментами для инсайдеров были Twitter и Telegram. В 2020-х годах в России стали возникать отдельные медиа, выпускающие инсайдерский спортивный контент: Metaratings.ru и «Рейтинг Букмекеров».